# József Asbóth
József Asbóth, né le 18 septembre 1917 à Szombathely et mort le 22 septembre 1986 à Munich, est un joueur de tennis hongrois.

## Carrière
Il commence sa carrière à la fin des années 1930 et commence à remporter de nombreux tournois. Après la Guerre, il ne peut réintégrer les tournois internationaux qu'en 1947. Il remporte cette année-là le plus grand titre de sa carrière à Roland-Garros contre le sud-africain Eric Sturgess, devenant ainsi le premier joueur issu d'un pays de l'est titré en Grand Chelem. L'année suivante, il est demi-finaliste à Wimbledon.
Il a participé jusqu'en 1957 à 16 rencontres de Coupe Davis et atteint les demi-finales européennes en 1949.
Il devient professeur de tennis en 1958.

## Palmarès
- Roland-Garros: vainqueur en 1947